# Thyca callista
Espèce
Synonymes
- Thyca (Bessomia) callista Berry, 1959[2]

Thyca callista est une espèce de petit mollusque gastéropode appartenant au genre Thyca au sein de la famille Eulimidae.

## Description
Le coquillage, en forme de goutte, mesure entre 12 et 19 mm. Il est habituellement de couleur blanchâtre ou rose.

## Distribution
L'espèce est présente dans l'océan Pacifique, notamment dans le golfe de Californie, au Mexique et au Panama.

## Biologie
T. callista présente un fort dimorphisme sexuel : les femelles sont bien plus grandes que les mâles. Ces derniers se rencontrent fréquemment attachés à la coquille des femelles.
L'espèce est un parasite de l'étoile de mer Phataria unifascialis.